# Едіт Роч
Едіт Роч (англ. Edith Rotch; 11 серпня 1874 — 11 грудня 1969) — колишня американська тенісистка.
Перемагала на турнірах Великого шолома в парному та змішаному парному розрядах.

## Фінали турнірів Великого шолома

### Парний розряд (2 перемоги)
| Результат | Рік  | Турнір                     | Покриття | Партнерка             | Суперниці                   | Рахунок  |
| --------- | ---- | -------------------------- | -------- | --------------------- | --------------------------- | -------- |
| Перемога  | 1909 | Національний чемпіонат США | Трава    | Гейзел Гочкіс-Вайтмен | Дороті Ґрін Лоїс Моєс Бікл  | 6–1, 6–1 |
| Перемога  | 1910 | Національний чемпіонат США | Трава    | Гейзел Готчкісс       | Аделейд Бравнінґ Една Вілді | 6–4, 6–4 |

### Мікст (1 перемога)
| Результат | Рік  | Турнір                     | Покриття | Партнер        | Суперник і суперниця               | Рахунок       |
| --------- | ---- | -------------------------- | -------- | -------------- | ---------------------------------- | ------------- |
| Перемога  | 1908 | Національний чемпіонат США | Трава    | Натаніел Найлз | Луїс Геммонд Реймонд Реймонд Літтл | 6–4, 4–6, 6–4 |